# Fejes Gábor (labdarúgó)
Fejes Gábor, (Budapest, 1947. április 8. –) válogatott labdarúgó, hátvéd. Az első labdarúgó, aki székesfehérvári csapatból a válogatottban szerepelt.

## Pályafutása

### A válogatottban
1970-ben 3 alkalommal szerepelt a válogatottban.

## Sikerei, díjai
- Magyar bajnokság
  - 2.: 1975–76

## Statisztika

### Mérkőzései a válogatottban
| Magyarország | Magyarország      | Magyarország         | Magyarország | Magyarország | Magyarország  | Magyarország | Magyarország | Magyarország |
| #            | Dátum             | Helyszín             | Hazai        | Eredmény     | Vendég        | Kiírás       | Gólok        | Esemény      |
| ------------ | ----------------- | -------------------- | ------------ | ------------ | ------------- | ------------ | ------------ | ------------ |
| 1.           | 1970. április 12. | Belgrád, JNA stadion | Jugoszlávia  | 2 – 2        | Magyarország  | barátságos   | -            |              |
| 2.           | 1970. május 2.    | Budapest, Népstadion | Magyarország | 2 – 0        | Lengyelország | barátságos   | -            |              |
| 3.           | 1970. május 16.   | Budapest, Népstadion | Magyarország | 1 – 2        | Svédország    | barátságos   | -            |              |
|              | Összesen          |                      |              | 3            | mérkőzés      |              | 0            | gól          |